# 中央インド洋海嶺

海底地形図、アラビア半島から延びるのが中央インド洋海嶺

中央インド洋海嶺（ちゅうおうインドようかいれい Central Indian Ridge）は、インド洋中央部を南北に貫く海嶺。インド洋中央海嶺とも表記する。アラビア半島とアフリカのソマリア半島に挟まれたアデン湾からインド洋に出て、チャゴス諸島の西を通り、フランス領アムステルダム島の北まで延びている。アフリカプレートとアラビアプレートおよびインド・オーストラリアプレートの発散境界となっている。
北部はカールスベルク海嶺とも呼ばれる。またモーリシャスのロドリゲス島東方沖のロドリゲス三重点で南西に南西インド洋海嶺、南東に南東インド洋海嶺と分岐している。